# E05SH
ビジネスケータイ E05SH（ビジネスケータイ イーゼロごエスエイチ）は、シャープが日本国内向けに開発したauブランドを展開するKDDIおよび沖縄セルラー電話のCDMA 1X WIN対応音声用端末である。

## 概要
法人向け音声通話用端末としては初めてのKCP+を搭載した機種であり、また、同キャリアの音声通話用端末としては初めてのSDIOインターフェイスに対応した機種でもある。
また、警視庁地域部向けとして「ピーフォン」の名称で交番勤務の警察官に配付されている。

## 主な機能・サービス
- 内線電話（構内PHS）機能 - ※別途「構内PHSカード[3]」が必要
- 無線LAN機能（IEEE 802.11b／g） - ※別途「無線LANカード」が必要
- IPX5/IPX7相当の防水機能
- KDDI Business Outlook
- ビジネス便利パック
- GPS MAP
- ケータイオフィス[4]
- Business EZ
- KDDI ビジネスコールダイレクト
- テレビ電話（2010年4月26日のケータイアップデートで機能追加[5]）

| 主な対応サービス                                                                    | 主な対応サービス                        | 主な対応サービス                                             | 主な対応サービス                                                                                        |
| ----------------------------------------------------------------------------------- | --------------------------------------- | ------------------------------------------------------------ | --- |
| au LISTEN MOBILE SERVICE                                                            | LISMOビデオクリップ                     | LISMO Video                                                  | EZ「着うた／着うたミニ」 (ハイクオリティステレオ（HE-AAC）対応) EZ「着うたフル」 EZ「着うたフルプラス」 |
| au BOX                                                                              | ワイヤレスミュージック                  | au Smart Sports Run & Walk Karada Manager カロリーカウンター | EZナビウォーク                                                                                          |
| EZ助手席ナビ                                                                        | 安心ナビ                                | 災害時ナビ                                                   | ナカチェン                                                                                              |
| EZアプリ FullGame! Bluetooth対戦                                                    | EZアプリ(BREW)                          | オープンアプリプレイヤー                                     | PCサイトビューアー PCドキュメントビューアー                                                             |
| EZケータイアレンジ アレンジメニュー                                                 | au oneガジェット マルチプレイウィンドウ | じぶん銀行アプリ                                             | EZ・FM                                                                                                  |
| EZチャンネル EZチャンネルプラス EZニュースフラッシュ EZニュースEX （Web版のみ対応） | Touch Message                           | EZFeliCa                                                     | ケータイ de PCメール                                                                                    |
| デコレーションメール                                                                | デコレーションアニメ                    | au one メール                                                | 緊急通報位置通知                                                                                        |
| ワンセグ                                                                            | グローバルパスポート (CDMA・GSM)        | 赤外線通信 (irSimple)                                        | Bluetooth                                                                                               |

## 歴史
- 2008年11月4日 テレコムエンジニアリングセンター(TELEC)による技術基準適合証明の工事設計認証（工事設計認証番号001XZAB1018、001ZYAB1016、001NXAB1017、001WWDB1097）。
- 2009年1月21日 KDDI、およびシャープより公式発表。
- 2009年3月5日 電気通信端末機器審査協会による技術基準適合認定の設計認証（設計認証番号AD09-0074001）。
- 2009年4月28日 全国発売。
- 2010年10月15日 TELECによる技術基準適合証明の工事設計認証（工事設計認証番号001XZAB1036、001ZYAB1034、001NXAB1035、001WWDB1238）。
- 2012年5月 販売終了。

## 不具合修正および新機能追加
- 2009年7月14日 不具合修正および新機能追加[6]
  - SSLサイトで大きなファイルアップロードを行うと時々接続が切断される場合がある。
  - OFFICE FREEDOM（構内PHS）の機能を追加。
- 2009年8月5日 不具合修正および新機能追加[7]
  - OFFICE FREEDOM（無線LAN）の機能を追加。
  - 誤操作による電源OFFを防止する為、キーロック設定中の電源キー長押しによる電源OFF機能を不可とする。
- 2009年9月9日 不具合修正[8]
  - 音声通話時、相手側に音声が聞き取りづらい場合がある。
- 2009年10月6日 不具合修正[9]
  - 管理制限機能の機能制限のアドレス帳ロックで「2: ON（利用不可）」を設定した場合でも、次の動作となるように改善。
    - 発着信履歴を参照可能とする （ロックNo.の入力が必要）。
    - 不在着信通知を表示するようにする。
    - 簡易留守メモ/通話音声メモの再生をできるようにする（ロックNo.の入力が必要）。
- 2009年12月10日 不具合修正[10]
  - ケータイサイトの会員登録や登録済サイトへの接続がごく稀に正しくできない事象が発生する。
- 2010年4月26日 不具合の修正および新機能の追加[5]
  - 文字入力時に予測変換候補の表示に時間を要する場合がある。
  - テレビ電話機能を追加
- 2010年10月26日 不具合修正[11]
  - Bluetoothのハンズフリー機器を使用すると、携帯電話が再起動する場合がある。
  - アニメーション絵文字が正常に表示せず、絵文字と空白の相互表示となる。
  - Eメール (xxx@ezweb.ne.jp) が受信できなくなる場合がある。
- 2011年1月19日 不具合修正[12]
  - テレビ電話中にキー操作をすると、プッシュ音が鳴る。
- 2011年4月14日 新機能追加[13]
  - 新音声技術(EVRC-B)に対応する。
  - 基地局との通信を最適化し、通話品質を向上する。
  - 2012年5月に予定のWi-Fi WINの認証仕様の変更に対応する。